# Bupalus inversa
Bupalus inversa là một loài bướm đêm trong họ Geometridae.